# Björn Johansson (friidrottare)
Björn Johansson, född 20 maj 1963, är en svensk före detta friidrottare (längdhopp). Han tävlade för IFK Helsingborg.
Vid världsmästerskapen i friidrott 1983 i Helsingfors deltog han i längdhopp men slogs ut i kvalet.